# Snow Bros 2: With New Elves
Snow Bros 2: With New Elves/Otenki Paradise es un videojuego de plataformas lanzado en 1994 por Toaplan. Siendo el último juego desarrollado por Toaplan, es la secuela de Snow Bros, videojuego plataformero lanzado en 1994. Es la secuela directa de Snow Bros, juego publicado en 1990. Como su predecesor, la mecánica es sencilla, y consiste en mundos con varios niveles donde el jugador deberá eliminar a todos los enemigos y a un jefe al final de cada fase. El juego cuenta con 4 mundos, 2 niveles verticales al estilo de Super Mario Bros. 2 y 5 jefes. Además, el juego permite elegir entre 4 personajes, cuya jugabilidad los hace diferentes entre sí.

## Historia
El juego comienza con una cinemática, donde una princesa (probablemente perteneciente al juego anterior) es secuestrada por un ovni piloteado por un extraterrestre (cuyo nombre se desconoce) color café, quien usa una especie de casco. Los protagonistas deberán rescatar a la princesa, recorriendo 4 mundos y dos niveles verticales independientes, derrotando a sus respectivos jefes. El juego termina con la princesa a salvo, en un pedestal, mientras los héroes celebran a su alrededor. Dicha celebración se ve interrumpida por el ovni de la primera cinemática, dando a entender que la princesa fue secuestrada de nuevo.

## Jugabilidad
Como su predecesor, Snow Bros 2 es un juego de plataformas, cuya mecánica consiste en eliminar a todos los enemigos de cada nivel, además de un jefe que se encuentra al final de cada mundo. Para ello, los personajes cuentan con la habilidad de atrapar al enemigo en una bola de nieve, agua, electricidad o un remolino, mismos que pueden lanzar a los demás enemigos, quienes, de ser golpeados, rebotarán por toda la pantalla, dejando un ítem que otorga puntuación al jugador, vidas extra o habilidades especiales para los personajes. Además, si el jugador logra acabar con todos los enemigos con un solo golpe, caerán billetes que otorgan 3.000, 5.000 o 10.000 puntos, dependiendo de las bolas/remolinos que fueron necesarios para realizar dicho combo. 
El jugador deberá recorrer 4 mundos con seis niveles cada uno, enfrentando a distintos enemigos cuyas habilidades irán aumentando la dificultad del juego. El juego cuenta también con 2 niveles verticales, cuyo objetivo será llegar a la cima, y, en varias ocasiones, los enemigos deberán ser usados a modo de plataforma para continuar con el trayecto. 

## Personajes
Nick, the snow kid: Quien fuera protagonista de Snow Bros, se trata de un muñeco de nieve con un overol azul, una gorra y unos zapatos, ambos color celeste. Dispara proyectiles que atrapan al enemigo en una bola de nieve, misma que, al ser lanzada, irá rodando cuesta abajo y rebotando en las paredes hasta destruirse. Al obtener un trofeo, se transforma en un superhéroe.
Bobby, the thunder kid: Basado en Raijin, un chico con colmillos, y una pequeña mata de cabello en la frente, de la que sobresale un cuerno, quien solo usa unos pantaloncillos. Dispara un rayo que atrapa al enemigo en una bola de electricidad, misma que, al ser lanzada, se divide en dos centellas, que rebotan por todo el escenario sin una dirección fija. Al obtener un trofeo, se transforma en el dios Raijin. 
Roy, the rain kid: Basado en Kappa, un chico en traje de neopreno, con aletas y googles de buceo. Dispara proyectiles que atrapan al enemigo en una cápsula de agua, misma que, al ser lanzada, se divide en dos olas que irán hacia ambos lados de la plataforma y caerán a modo de cascada, desvaneciéndose poco a poco. Al obtener un trofeo, se transforma en un pirata. 
Richard, the wind kid Basado en Fūjin, un chico que usa un traje de aviación, cinturón, guantes y un casco que incluye unos googles. Dispara una corriente de aire que atrapa al enemigo en un remolino, mismo que, al ser lanzado, irá de un lado al otro de la pantalla, con la diferencia de que en vez de caer, irá hacia arriba, lo que le hace, junto con Bobby, el personaje más difícil de jugar. Al obtener un trofeo, se transforma en un ave. 

## Objetos
Alimento Bonus: El objeto más básico del juego, cuando algún enemigo es alcanzado por alguna bola de nieve, centella, corriente de agua o remolino, rebotará por toda la pantalla, y desaparecerá, dejando en la mayoría de ocasiones, una porción de comida (puede ser algún alimento chatarra, curry, pescado frito, pasta, pollo, brochetas, porciones de fruta o postres) que dará al jugador entre 100 y 1200 puntos.
Bebida roja: Es dejada por los enemigos, o aparece como objeto de ayuda cuando el jugador ha perdido todas sus vidas. Un vaso de sangría, que incremente la velocidad del personaje. Otorga 5.000 puntos si ya se cuenta con dicha habilidad. Si el jugador muere, regresará a la normalidad y deberá encontrar una bebida roja nuevamente. 
Bebida amarilla Es dejada por los enemigos, o aparece como objeto de ayuda si el jugador ha perdido todas sus vidas. Una copa de martini que incremente la distancia de disparo del jugador. Otorga 5.000 puntos si ya se cuenta con dicha habilidad. Si el jugador muere, regresará a la normalidad y deberá encontrar una bebida amarilla nuevamente. 
Bebida azul: Es dejada por los enemigos, o aparece como objeto de ayuda si el jugador ha perdido todas sus vidas. Una copa balón que incrementa la potencia de disparo del jugador. Otorga 5.000 puntos si ya se cuenta con dicha habilidad. Si el jugador muere, regresará a la normalidad y deberá encontrar una bebida azul nuevamente.
Bolsa de monedas: Aparece tras abrir un cofre oculto, golpear a un robot o un tirabarriles, otorga 30.000 puntos. 
Manzanas EXTRA: Manzanas con alguna de las letras que forman la palabra EXTRA. Si el jugador logra tomar las 5, ganará una vida y saltará al siguiente nivel. Si la manzana no es tomada al instante, la letra cambiará con una animación de mordidas apareciendo en la misma (Por ejemplo, si la manzana tiene la letra E, se irá consumiendo y su letra cambiará a la X).
Trofeo: Es dejado por los enemigos. Si el personaje toma este ítem, aumentará su tamaño, se transformará y, durante 10 segundos, podrá volar libremente por la pantalla, acabando con cualquier enemigo al contacto. Si el jugador logra acabar con todos los enemigos antes de los 10 segundos, la habilidad seguirá vigente al siguiente nivel durante el tiempo restante. 
Billete amarillo: Si el jugador crea una carambola con una esfera y derrota a todos los enemigos, caerán billetes amarillos que otorgan 10.000 puntos cada uno, y desaparecerán casi al instante tras tocar el suelo. 
Billete rojo: Si el jugador crea una carambola con dos esferas y derrota a todos los enemigos, caerán billetes rojos que otorgan 5.000 puntos cada uno, y desaparecerán casi al instante tras tocar el suelo. 
Billete blanco: Si el jugador crea una carambola con 3 o más esferas y derrota a todos los enemigos caerán billetes blancos que otorgan 3.000 puntos cada uno, y desaparecerán casi al instante de tocar el suelo.

## Enemigos
Demonios verdes: Aparecen en la primera fase del juego, monstruos verdes con cara amarilla y cuernos pequeños. Son el enemigo más fácil de vencer. 
Sátiros: Monstruos amarillos con cara humana, barba y cuernos de cabra, más ágiles que los demonios verdes. 
Dragones: Dragones rojos con una nariz grande y amarilla, capaces de lanzar bolas de fuego, que liberan cualquier enemigo que se encuentre atrapado en una bola/remolino. 
Demonios azules: Similares en apariencia a los demonios verdes, pero más veloces. 
Bombaderos: Seres encapuchados que ocultan su rostro, dejando visibles solo unos ojos amarillos, dejan bombas que al explotar, liberan a cualquier enemigo atrapado. 
Ninjas rosas: Pueden transformarse en remolino y perseguir al jugador por toda la pantalla. en este estado son inmunes a los proyectiles, mas no al rebote de alguna bola/remolino que haya tirado el jugador. 
Ninjas morados: Escalan hasta la plataforma más alta, aumentan su tamaño y se lanzan hacia el suelo. En este estado son inmunes a todo. 
Moscas: Moscas azules con grandes ojos que vuelan libremente por la pantalla de juego. Pueden cargar energía y salir disparadas hacia el personaje. 
Monstruos de hielo: Criaturas de hielo con forma humana, capaces de transformarse en un bloque y salir disparados en dirección al personaje. 
Ninjas azules: Capaces de lanzar Shuriken.
Payasos resorte: Monstruos amarillos son cara de payaso y cuerpo de resorte, que pueden saltar grandes distancias. 
Extraterrestres: Extraterrestres color café, aparecen en las batallas contra jefes. 
Camaleones: Pequeños camaleones que aparecen en la batalla contra el tercer jefe. 
Robots: Robots enormes que se encuentran en la parte superior de la pantalla en algunos niveles, tiran bolas de energía en 3 direcciones. Son destruidos con un disparo, dejando una bolsa de monedas y una manzana EXTRA. No es necesario eliminarlos para pasar al siguiente nivel. 
Lanzadores de barriles: Monstruos con apariencia de vasija azul, que tiran barriles. Son destruidos tras un disparo, dejando una bolsa de monedas y una manzana extra (la manzana no aparece en los niveles verticales). No es necesario eliminarlos para pasar al siguiente nivel.
Sol: En los niveles estándar, si han transcurrido 40 segundos y el nivel no se ha completado, aparecerá un sol en la parte más alta de la pantalla, inmune a los ataques de los personajes y capaz de matar al contacto. Tras 15 segundos más, el sol comenzará a moverse libremente por la pantalla, vomitando fantasmas azules que siguen al personaje evadiendo las plataformas. Si el personaje muere, o el nivel es completado, tanto el sol como los fantasmas desaparecerán. 

## Jefes
Slot Machine: Un monstruo color morado con 3 ojos, basado en una máquina tragamonedas, lanza tandas de 3 enemigos Tras se derrotado, tirará monedas de oro que otorgan 1.000 puntos cada una. 
Face Train: Una locomotora de vapor con cara humana, aparece del lado derecho de la pantalla, y retrocede y avanza constantemente, apareciendo y desapareciendo de la vista del jugador. Lanza enemigos de forma aleatoria. A menudo lanzará, desde su nariz, un proyectil con forma de flecha. A medida que va perdiendo vida, su cara se va tornando en color rojo, y al ser derrotado, comenzará a llorar, tirando montones de comida. Tras un tiempo, si no se le ha derrotado, desaparecerá y aparecerá del lado izquierdo de la pantalla.  
Twin Lizard Dos iguanas capaces de escalar por las paredes y desplazarse por el techo. Al estar en el techo, ambos tirarán huevos, de los que nacen iguana más pequeñas y uno de los dos caerá al suelo. A medida que van perdiendo vida, su color pasará del turquesa al verde, y luego al rojo. Al morir la primera iguana, podrá verse como su alma asciende al cielo en forma de ángel, y su hermana, molesta, comenzará a lanzar esferas de energía. Este es el único jefe que no deja comida tras ser vencido, sin embargo, luego de ser derrotado, el jugador podrá continuar golpeándole para obtener puntos. 
Dancing Bunny: Una coneja bailarina que usa un traje de payaso, se mueve sobre una plataforma movida por 4 monstruos. Sobre la plataforma le acompañan 2 monstruos más, con peinado de Elvis Presley. Esta batalla es considerablemente difícil, ya que la vida de Dancing Bunny es considerablemente mayor a la del resto de los jefes y las plataformas en este nivel son cintas transportadoras, que arrastran al personaje a una pared con pinchos. Además, constantemente aparecen cajas de regalo de las que saldrán enemigos que se desplazan hacia arriba. Los ataques de Dancing Bunny consisten en lanzar proyectiles con forma de nota musical con una corneta, y moverse de derecha a izquierda mientras baila. Conforme va perdiendo vida, su vestimenta pasará del morado al verde, y, al ser derrotada, es inmediatamente sacada de la pantalla, y sus acompañantes regresan para hacer reverencia al jugador y tirar comida a modo de ofrenda. 
Sun Machine: El jefe final, se encuentra tras concluir el segundo nivel vertical. Se trata de una máquina con forma de sol, con seis brazos distribuidos por toda su circunferencia, y es controlado por el extraterrestre que piloteara el ovni en la cinemática de inicio. La batalla final ocurre en una plataforma con precipicios a ambos lados de la pantalla, y la princesa atada a una cuerda que cuelga por el lado derecho. Sun Machine lanzará de su boca enemigos, que deberán ser usados par golpearlo y hacerle retroceder hasta caer al precipicio, además, ocasionalmente lanzará llamas, que deberán ser evitadas. 

## Curiosidades y diferencias con Snow Bros
Snow Bros: Nick & Tom sólo permite 2 jugadores, mientras Snow Bros 2 permite hasta 4. 
Snow Bros 2 cuenta con 26 niveles en total, lo que le vuelve mucho más corto que su predecesor, que cuenta con 50 (60 en la versión de GameBoy, y 70 en la versión de SEGA).
Los personajes en Snow Bros 2 se mueven de una manera más rápida y fluida, lo que disminuye considerablemente su dificultad. 
En Snow Bros 2, los jefes cuentan con una barra de vida, que permite al jugador ver su avance. En Snow Bros dicha barra no existe, y la única señal del daño que el jefe ha recibido son hematomas que aparecen en su cuerpo. 
En Snow Bros 2, el jugador puede hacer que su personaje baje de la plataforma en la que se encuentra, pulsando el botón de salto mientras se encuentra agachado. En Snow Bros, esta función no está disponible, y la única manera de bajar de una plataforma será llegando a la orilla. 
La obtención de vidas extra es más fácil en Snow Bros 2: Es necesario formar la palabra "EXTRA" gracias a manzanas que dejarán los enemigos de forma aleatoria en prácticamente cualquier nivel. En Snow Bros, se deberá formar la palabra SNOW, gracias a un ítem con la cara de Nick/Tom que aparece con una frecuencia mucho menor. 
En Snow Bros 2, si el jugador ha perdido todas sus vidas, podrá continuar inmediatamente, sin perder su progreso en el nivel. En Snow Bros, aparecerá una pantalla con la leyenda GAME OVER, y, si el jugador decide continuar, perderá su progreso y deberá iniciar el nivel de nuevo. Sin embargo, si hay dos jugadores, y uno aún se encuentra vivo, el otro podrá continuar sin perder el progreso.
- Datos: Q3963106